# Squash Bond Nederland
Der Squash Bond Nederland (SBN) ist der nationale Squashverband in den Niederlanden.

## Geschichte
Der Verband wurde 1938 gegründet. Seinen Sitz hat er in der Provinz Utrecht in der Stadt Amersfoort und ist Mitglied des Nederlands Olympisch Comité*Nederlandse Sport Federatie, des Kontinentalverbands European Squash Federation und der World Squash Federation. Amtierender Präsident ist Harry Groen. Der Verband richtet jährlich unter anderem die nationalen Meisterschaften aus. Zudem war er bereits mehrfach Ausrichter internationaler Turniere wie etwa Welt- und Europameisterschaften.

## Nationalmannschaft
Die niederländischen Nationalmannschaften der Männer, Frauen und der Jugend nehmen an sämtlichen kontinentalen und internationalen Wettbewerben teil.